# 2019年11月2日香港集會

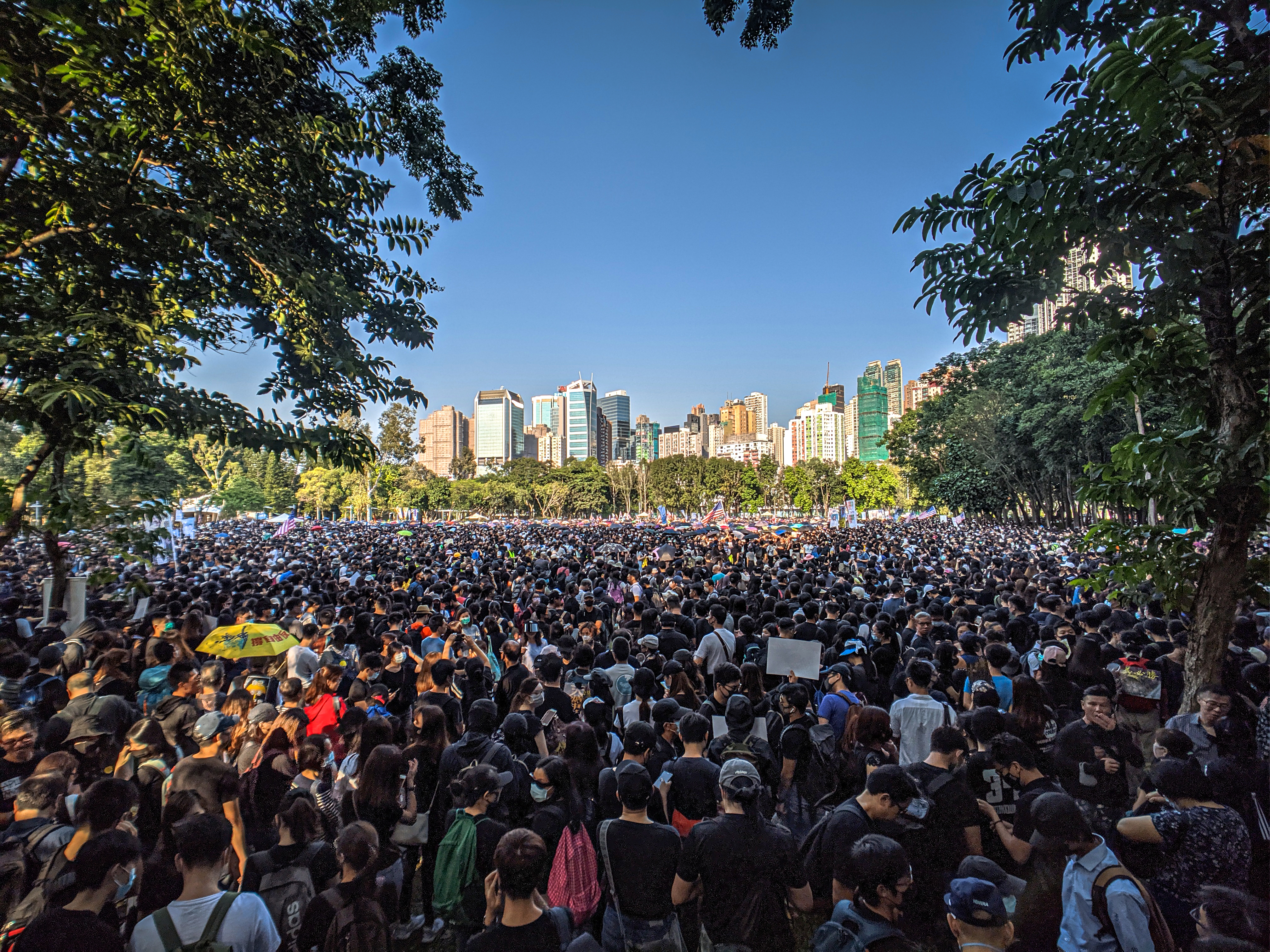
維園舉辦的小型選舉聚會企滿整個草坪

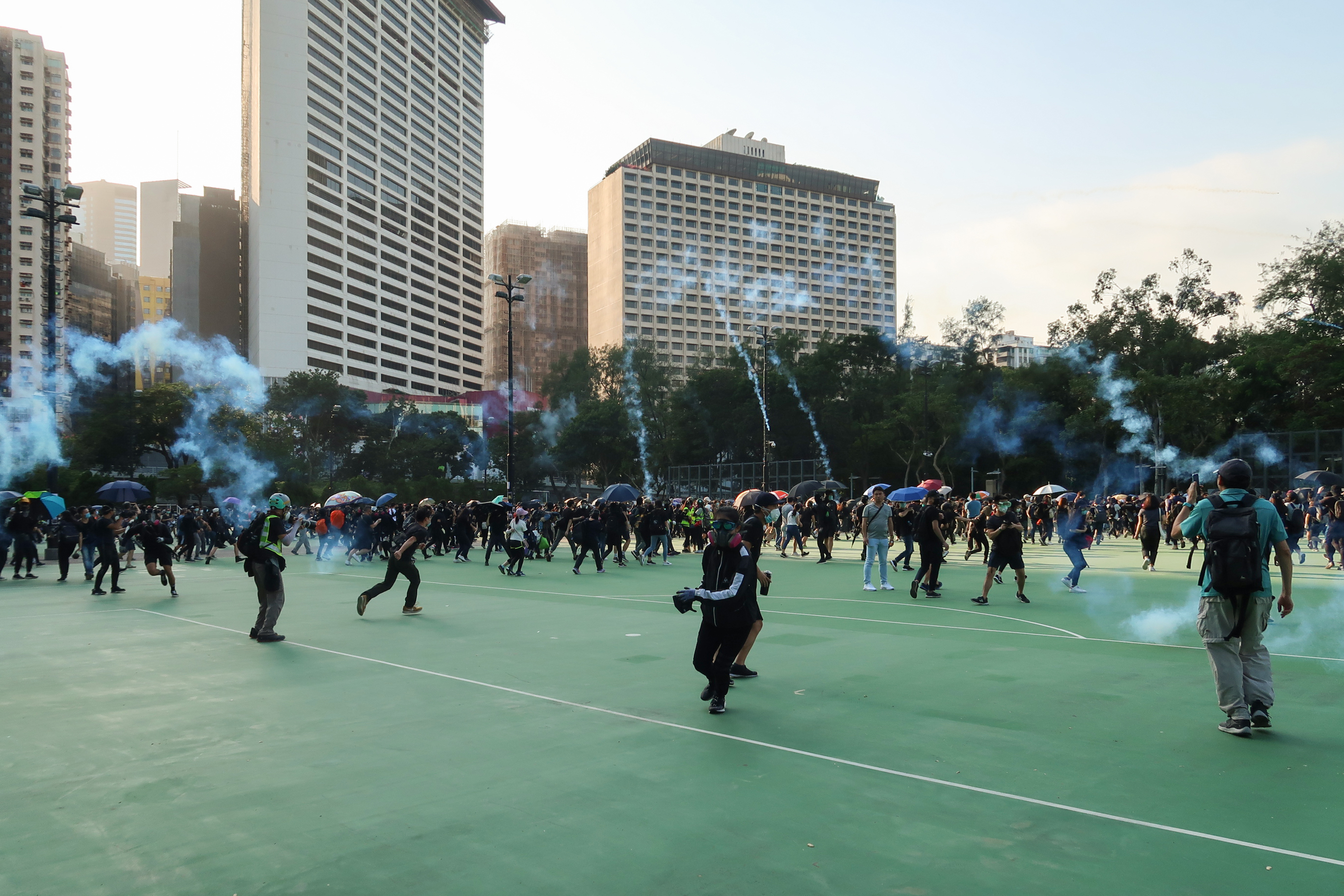
防暴警察在公園內頻密發射多輪催淚彈，市民爭相走避

2019年11月2日香港反對逃犯條例修訂草案示威，是於2019年11月2日發生在香港島和九龍油尖旺區的反對逃犯條例修訂草案運動示威活動。當日示威活動分別有於下午3時由民主派區議會選舉候選人主辦的「區議會選舉聚會」以及於下午5時開始於中環愛丁堡廣場促請美國儘快通過香港人權民主法案的集會和中環遮打花園的「和理摺紙鶴」活動，希望以和平方式為香港人打氣。然而，當天兩個集會都被警方以「激進示威者正前往集會」為由要求於下午5時30分結束。當天亦有警民衝突，有一名義務急救員被催淚彈擲中，背部嚴重灼傷。當天警方拘捕超過200人。

## 背景
雖然2019年逃犯及刑事事宜相互法律協助法例（修訂）條例草案經已於2019年10月23日正式被保安局局長李家超宣佈撤回，惟政府於處理行政失當及並未回應其餘四項由修例工作衍生的訴求，故反對政府及要求政府落實五大訴求的示威行動於2019年11月上旬仍然繼續。

## 維園集會
於反修例運動中舉辦過多場遊行的劉頴匡申請於維多利亞公園集會，原定主題為「求援國際，堅守自治」，但被警方反對，上訴亦被駁回。然而，當天有超過100名民主派2019年區議會選舉候選人於維多利亞公園草坪舉行選民聚會，按法例無須申請不反對通知書，到場的市民站滿大半個草坪。在場人士高叫「五大訴求、缺一不可」的口號，又高舉美國和英國國旗。亦有大量市民未能進入維園。隨後，有一批防暴警察進入維多利亞公園，施放多枚催淚彈並帶走至少三名區議會候選人。

## 港島示威

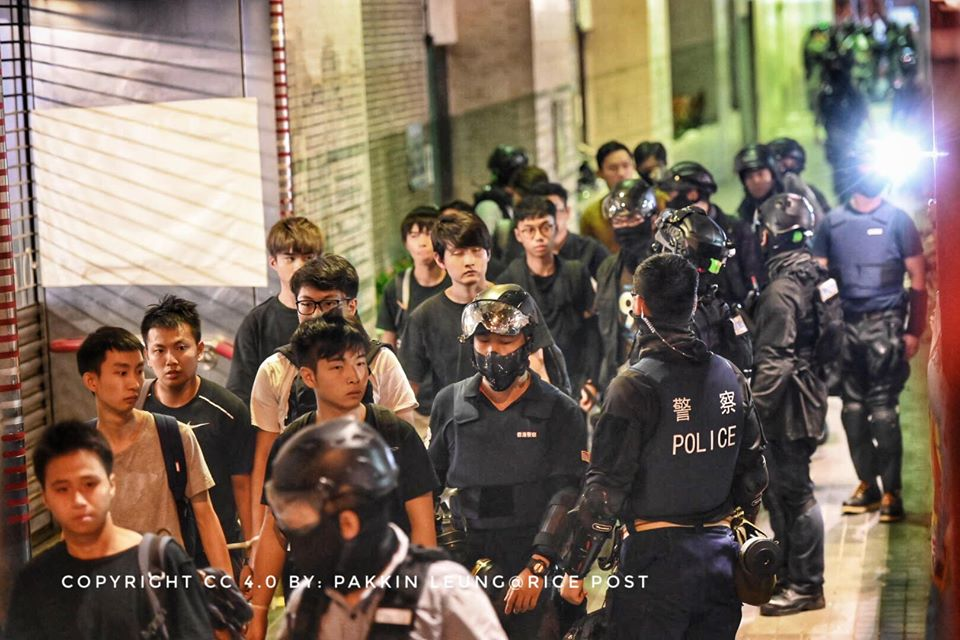
下午5時許，警方包抄修頓球場外的通道，並要求被捕人士跪下和舉起雙手.到晚上，有約70名市民被帶走

在維園外有部分示威者向中環前進，16時37分警方在修頓球場向人群發射催淚彈和水炮，有外傭被波及。在銅鑼灣亦有示威者在優品360內放火，消防員到場救熄。一名樹仁大學一年級的義務急救員在銅鑼灣被警方的手擲催淚彈擊中背部導致三級燒傷，一度休克，送院治理。他當時並非穿黑衣，亦沒有戴上防毒面具。樹仁大學學生會稱當時一帶只有記者和急救員，強烈譴責警方無理使用暴力。亦有部分示威者破壞辦公大樓門口的玻璃並進入新華社內破壞，但無人受傷。在衝突期間，有防暴警察將催淚彈射到消防車上，有消防員下車理論，有防暴警察情緒激動並包圍消防員，把他推到牆邊。警員又以胡椒噴霧趕去在場拍攝的記者。
下午5時許，警方包抄修頓球場外的通道，並要求被捕人士跪下和舉起雙手，約70名市民搜查逾兩小時後搭肩上車帶走。部分被捕人士分別被送往北角及香港仔警署。
入夜後，仍有大批示威者在全港各區聚集。約晚上6時，大批示威者在中區聚集，在遮打道用雜物設置路障，並在德輔道中和中環站出口縱火，亦有示威者在銅鑼灣聚集，其後警方到場發射催淚彈驅散，並向記者方向施放胡椒噴霧。約晚上8時，軒尼詩道近希慎廣場外的馬路，有幾個紙盒寫着「同胞勿近，手足勿近」，下面有磚頭，警方爆炸品處理課其後到場處理。

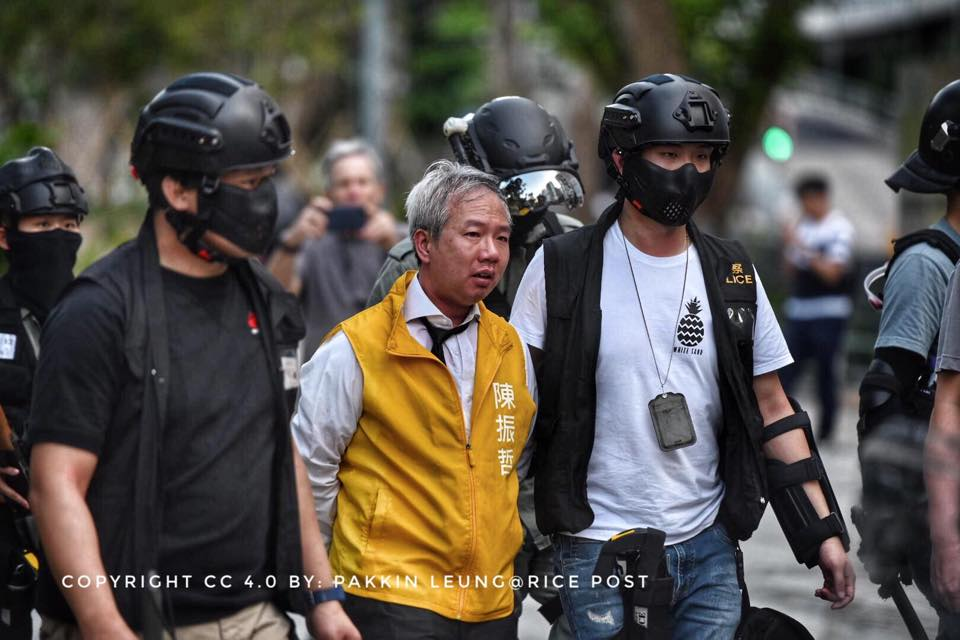
區議會候選人陳振哲在維多利亞公園內被捕
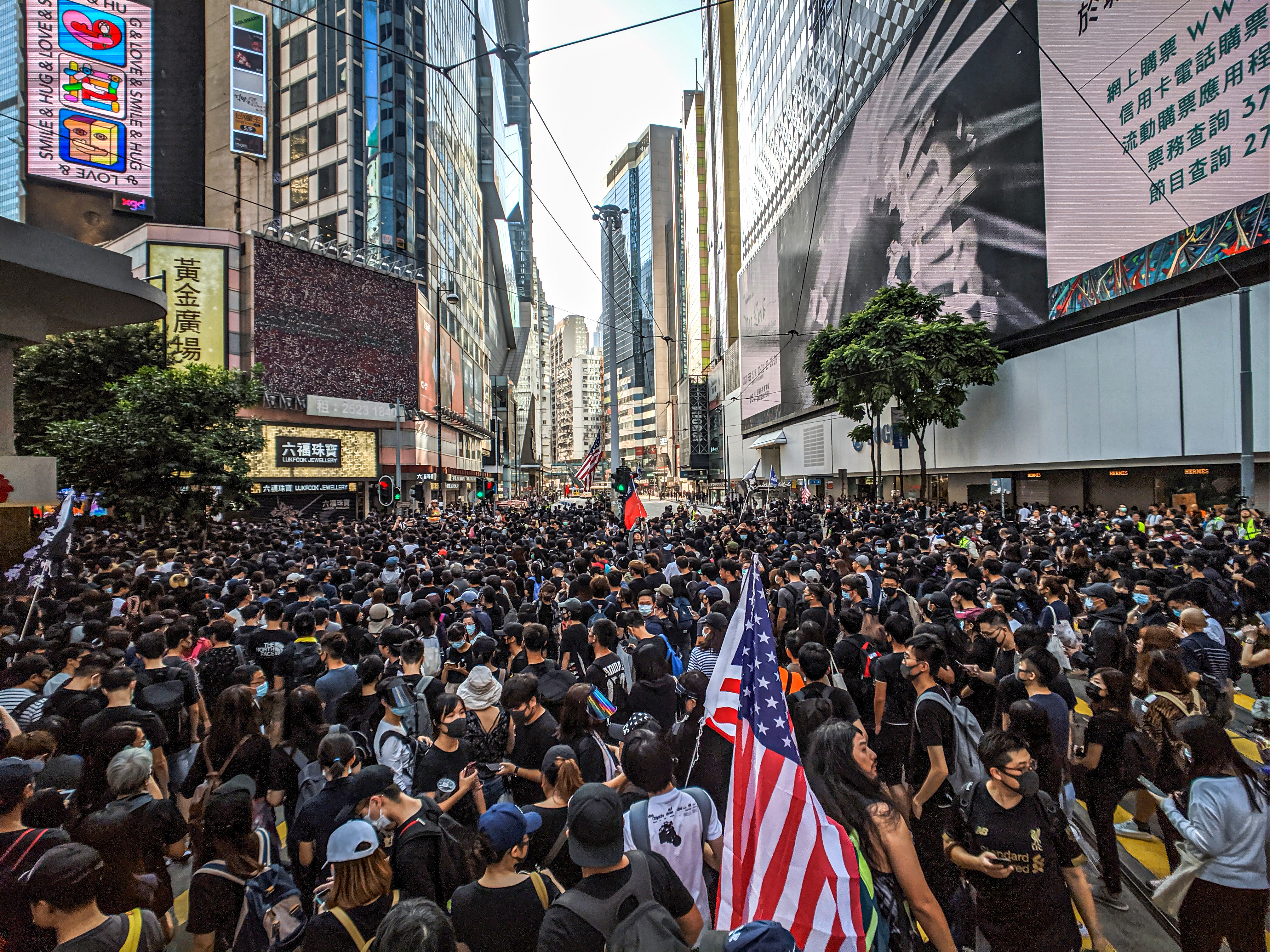
下午3點52分，在銅鑼灣崇光百貨門前的示威者
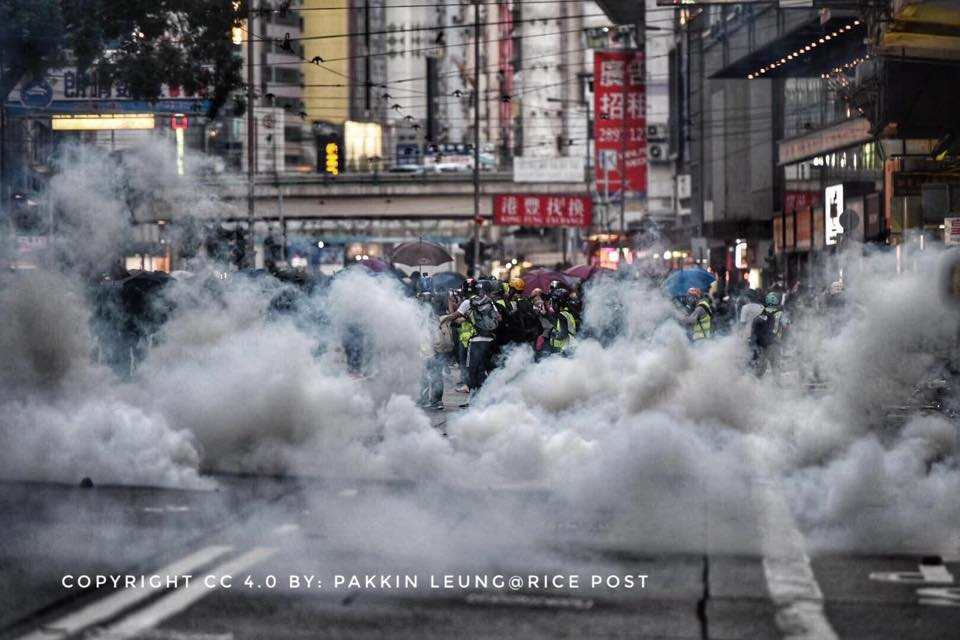
防暴警察在灣仔軒尼詩道發射多輪催淚彈
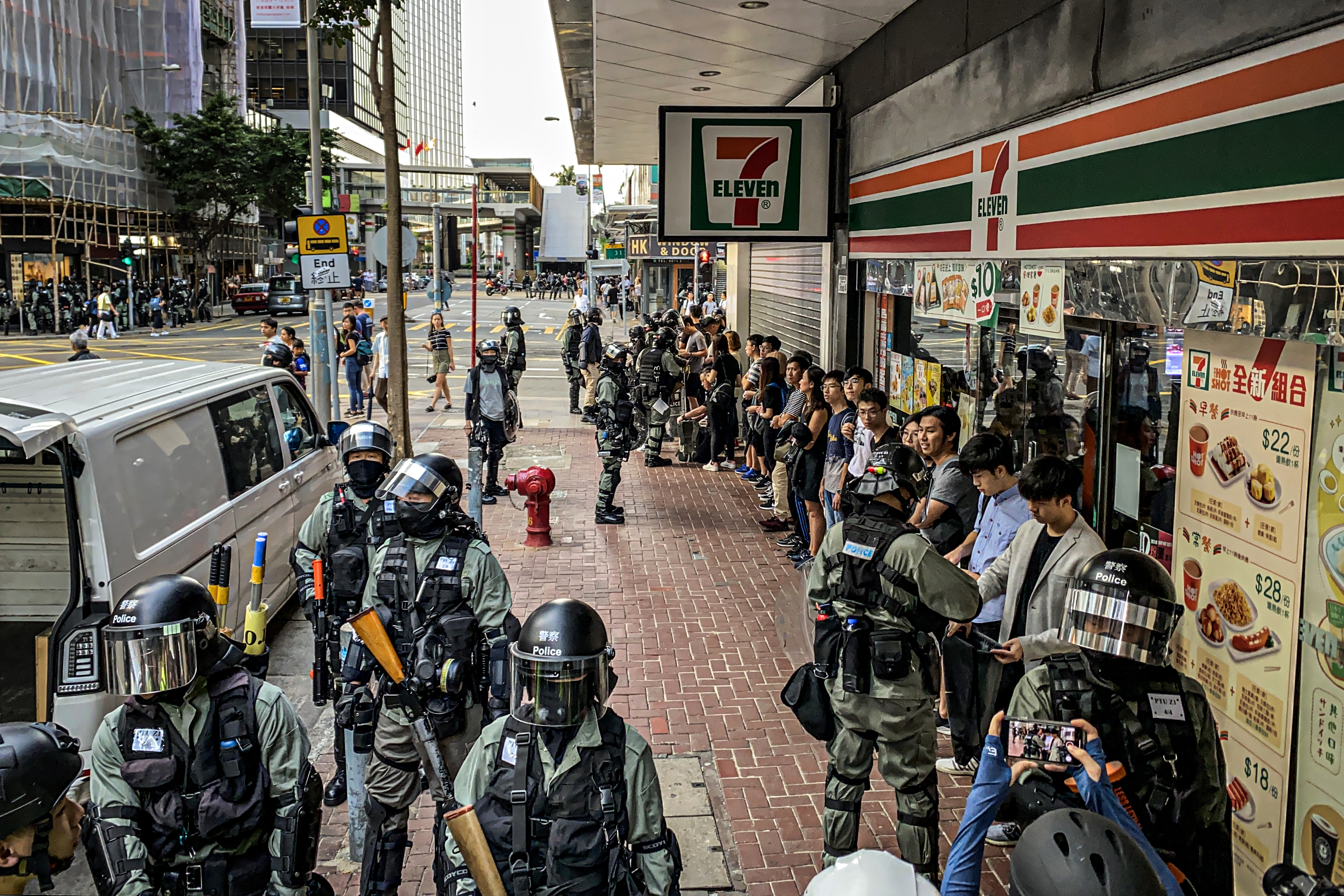
灣仔杜老誌道有多名市民被防暴警搜身
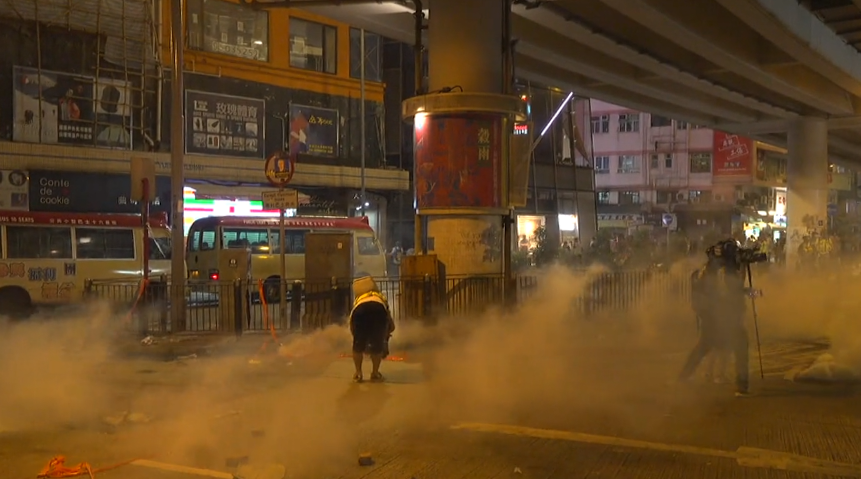
鵝頸橋下佈滿催淚煙
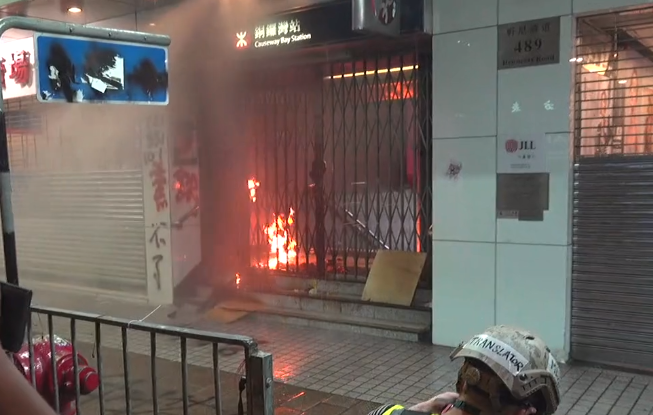
銅鑼灣站出口被人縱火
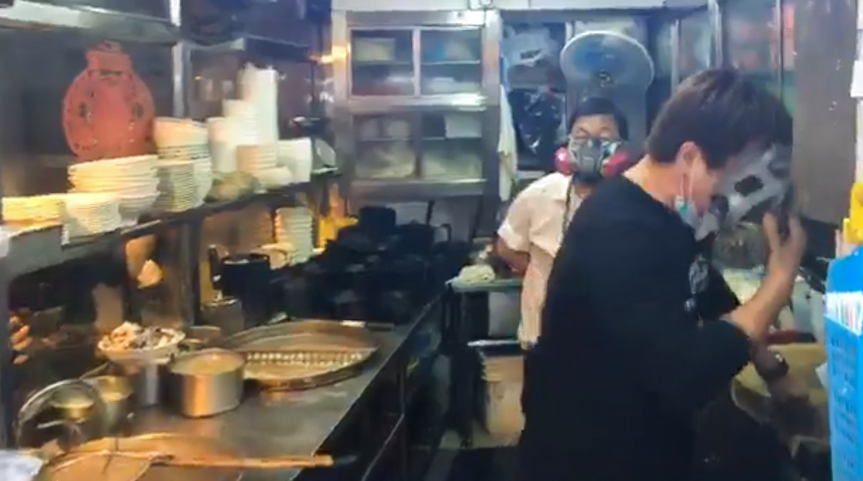
防暴警察在銅鑼灣發射催淚彈後，文輝墨魚丸大王的員工感到不適，需要救護員所提供的面罩協助
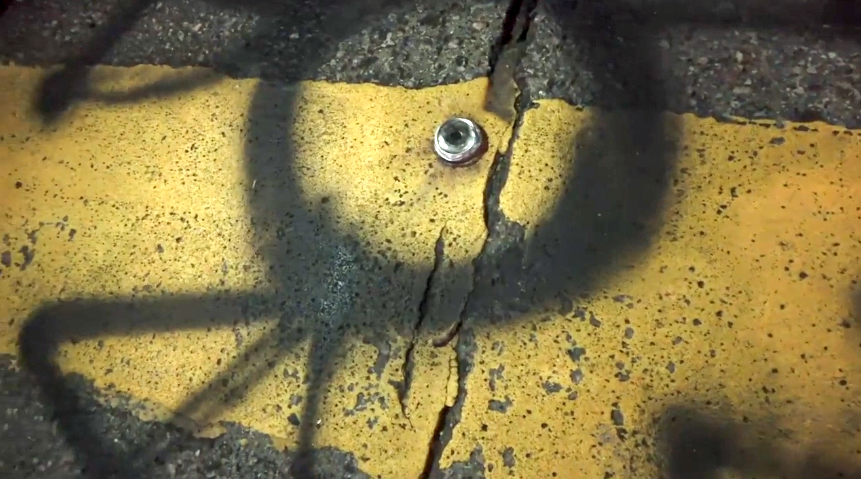
有人發現軒尼詩道發放的催淚彈「熱熔地面」

## 遮打花園、愛丁堡廣場集會

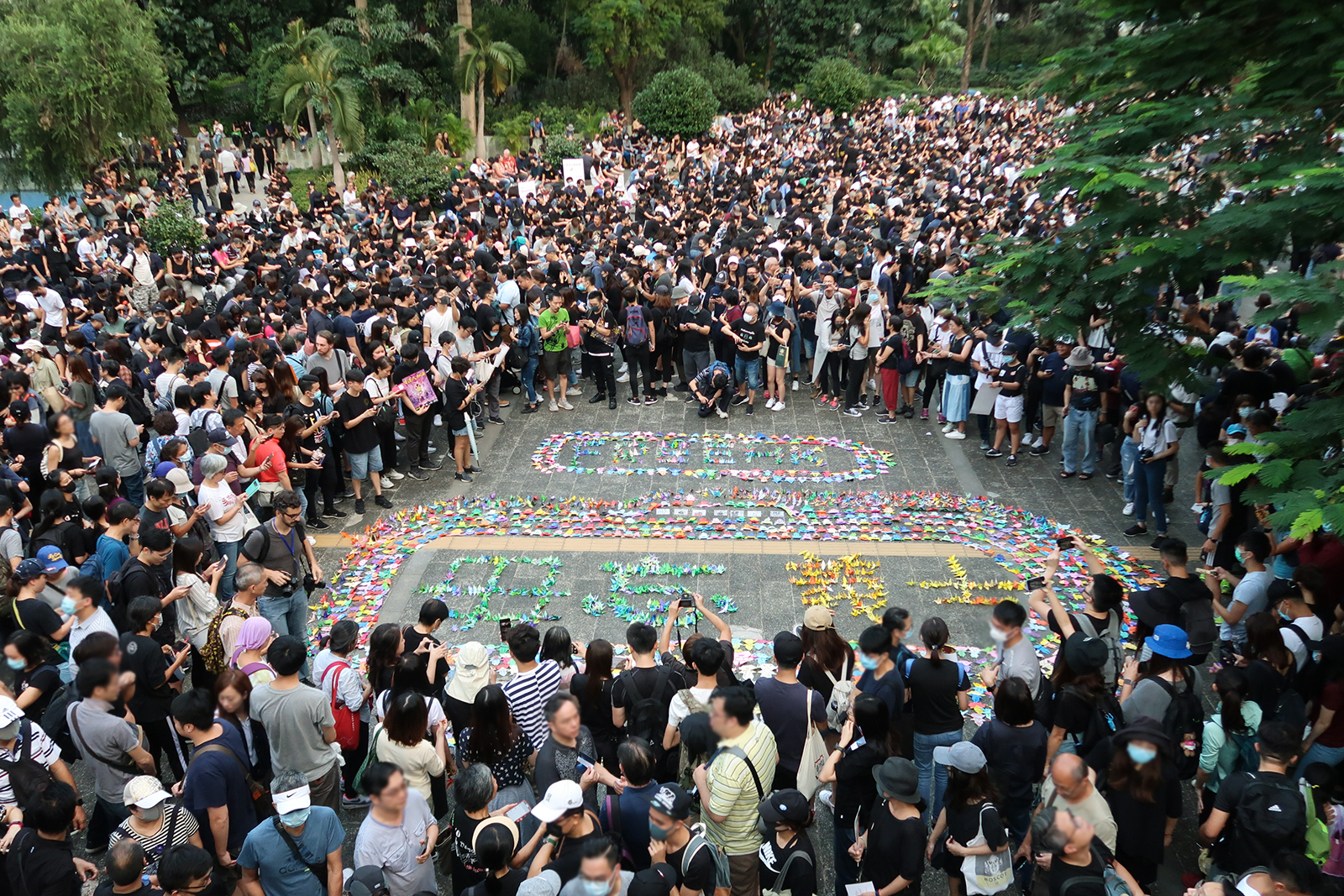
中環遮打花園發起「和你摺紙鶴」活動，人數高峯期超過200人，惟警方在集會開始不久因安全理由腰斬集會

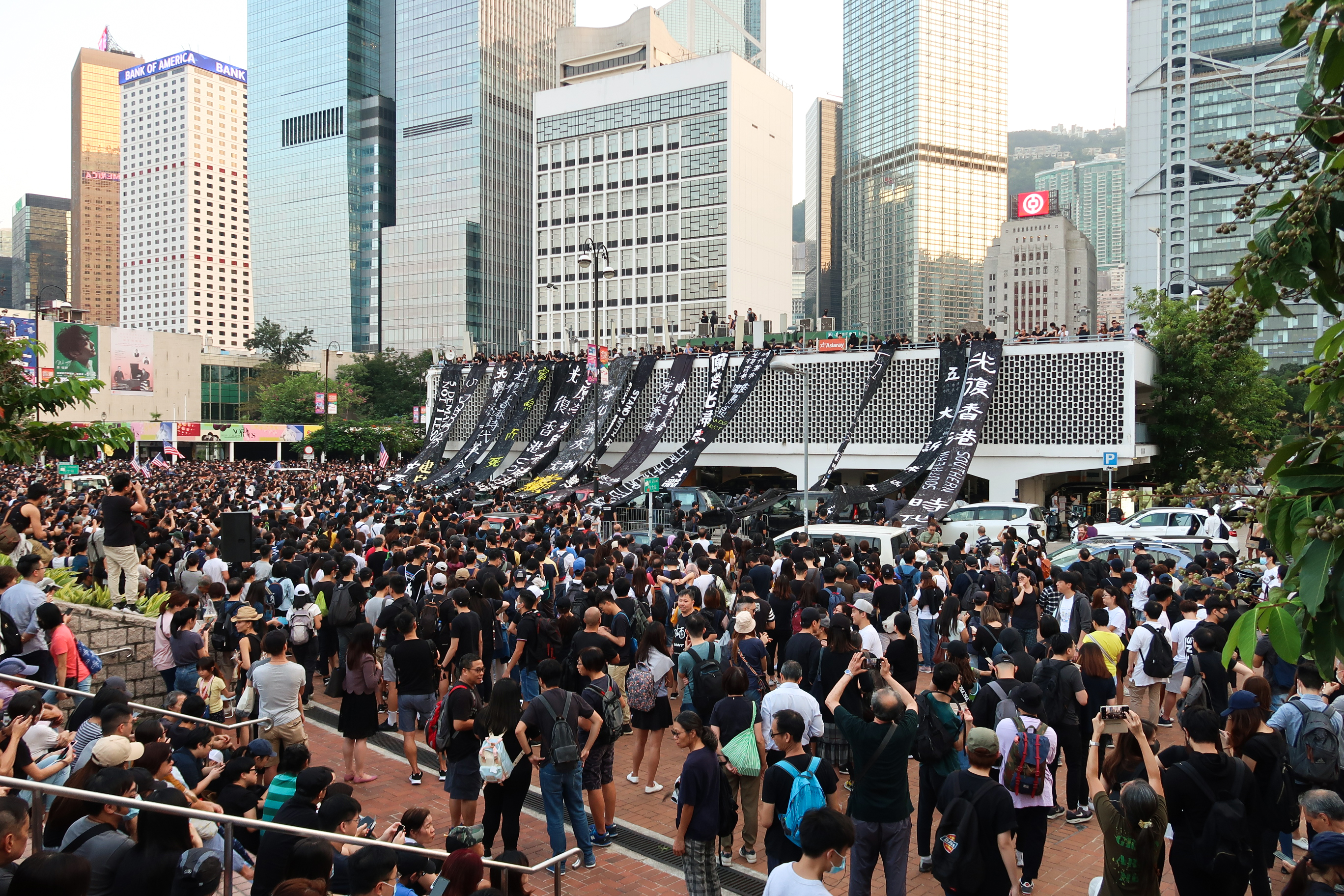
愛丁堡廣場香港人權及民主法案集會，有人在大會堂對開的停車場頂層放置多張寫有不同訴求的黑色直幡

當天在遮打花園和愛丁堡廣場都分別於下午5時起舉行集會，主題分別為「和理摺紙鶴」和「美國人權法案集氣大會」。下午3時，在遮打花園已有一批人聚集，有人帶備大批紙鶴到場，並於地上砌出字句。 集會人士一度企滿遮打花園，但被警方要求於下午5時半結束集會。 在愛丁堡廣場亦站滿了穿黑衣的集會人士，但警方要求於5時半中止集會，大會腰斬集會。

## 九龍衝突
下午4時，過百名市民應網民號召，到尖沙咀栢麗購物大道參與「和你Sing」集會，歌唱反修例歌曲。大會發言人引述警方指引，呼籲在場人士沒有健康理由帶口罩，可能觸犯禁蒙面法。大批防暴警員從尖沙咀警署走到集會地點，警告在場人士不得戴口罩，並威脅作出拘捕及清場行動，其後折返警署。
晚上7時許，有示威者在油尖旺區堵路和阻塞交通，並引發警民衝突，衝突一直維持到凌晨約4時。

## 國際響應
當天全球有35個城市，包括美國的洛杉矶、三藩市、華盛頓、紐約、加拿大的多倫多、溫哥華，中華民國的台北、台中，巴西的里約熱內盧，澳大利亞的墨爾本，紐西蘭的奧克蘭、基督城，英國愛丁堡、倫敦，德國的柏林、法蘭克福、科隆，法國的巴黎，比利時的布魯塞爾，丹麥的哥本哈根，挪威的奧斯陸，日本的東京，南韓的首爾等，總共舉辦了38場聲援活動。當中，在巴黎有一些人於夏特雷廣場聚集，向法國人講述香港的反修例抗爭和警方對示威民眾的鎮壓。而在倫敦，則有3000人遊行，要求香港警方停止使用過度暴力。

## 拘捕、提堂

### 民主派人士在維園被捕案

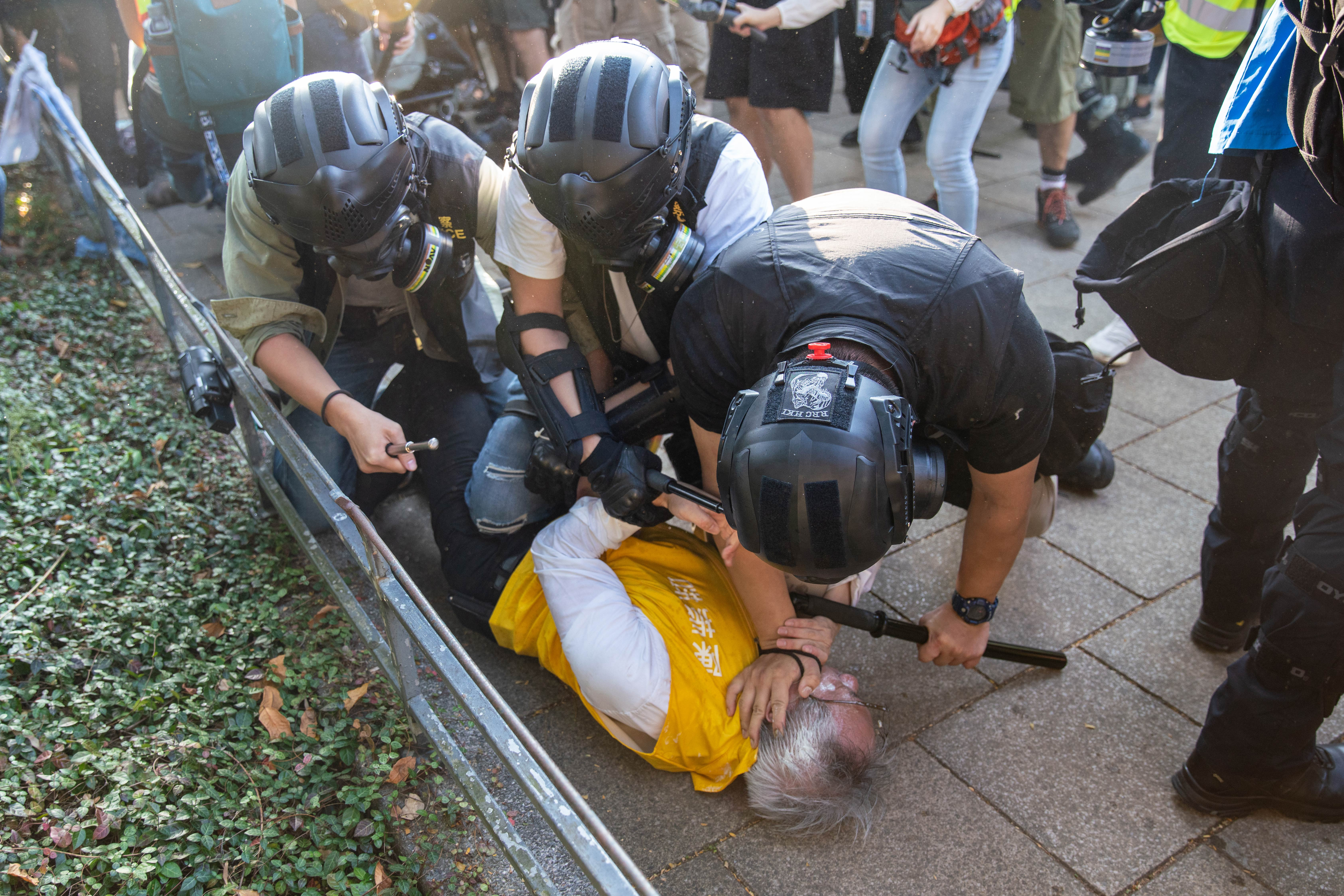
47歲的祿福禮儀學院院長陳振哲被警員制服在地

警方在集會上拘捕3名民主派區議會候選人，分別是29歲的區議員助理文念志，47歲的祿福禮儀學院院長陳振哲和30歲無業的鄭仲恒，分別被控一項「參與非法集結」罪，及「阻差辦公」罪。11月4日在東區裁判法院提堂。由於陳振哲留院，他延後至11月7日上庭，期間由警方看管。而另外2名被告獲准以3000元及1000元現金保釋，期間不得離港，定期往警署報到。案件押至2019年12月16日再訊。12月16日，為第二次提堂，控方指仍在等候對講機的檢驗結果。裁判官遂將案件押後至2020年2月10日，以讓控方索取檢驗結果及諮詢法律意見。三名候任區議員的被告繼續獲准保釋，同時也批准於2020年1月8日至13日一次性往台灣，但需預先遞交詳情。
後因疫情關係延至2020年4月16日第三次再審，控方撤回非法集結罪，並修改阻差辦公的控罪詳情。但新增一項針對文念志的「無牌管有無線電通訊器具」罪，3人暫毋須答辯，押後至7月9日再訊開始答辯，期間獲准保釋。辯方已撤回的控罪保留申請訟費的權利，待案件程序完結後再處理，此外保留爭議阻差辦公控罪詳情中，其他警務人員的身份。到事件發生3週年當日，九龍城裁判法院署理主任裁判官黃雅茵裁定沙田區議員鄭仲恒、前大埔區議員文念志、「機場大叔」陳振哲一項阻差辦公罪罪成。法官認為3人明知要離開維園仍質問警員要退至何處，屬於阻礙警方推進。案件押後至11月25日判刑，並為3人索取背景及社會服務令報告。他們續准保釋。到判刑當日，裁判官指3名被告當時目的是參與選舉集會，經過爭論後仍然「過分堅持」。不過由於涉及暴力，檢控過程亦構成延誤，最後判3人240小時社會服務令。其中文念志因工傷下而不宜判社會服務令，法官下令索取進一步報告，押後至12月16日判刑。其後因工傷正在康復而押後判刑。到2023年1月30日，署理主任裁判官黃雅茵指，本案存有檢控延誤，控方多次修改控罪令案件要重新排期審訊，應在量刑中反映延誤，又引辯方求情，指文因案件巨大壓力致嚴重失眠，需尋精神病醫生協助，而他辭任區議員後，重回扎鐵工作。最後法官判處文念志240小時社會服務令，另就「無牌管有一部無線電收發器」罪罰款5,000元。

### 管有非法用途工具案
警方落案起訴4名男子，他們各被控一項管有適合作非法用途的工具並意圖非法用途使用罪，2019年11月4日於東區裁判法院提堂。被告為16歲報稱學生的王姓被告、20歲無業的顏姓被告、19歲報稱學生的許姓被告及25歲報稱醫療助理的吳姓被告，控罪指顏姓被告於2019年11月2日，在銅鑼灣堅拿道西10號冠景樓外，管有一適合作非法用途的工具，即兩支士巴拿，意圖作非法用途使用。吳姓被告於上述日期，在灣仔莊士敦道與蘭杜街交界，管有一適合作非法用途的工具，即一支士巴拿及六角匙，意圖作非法用途使用。王姓被告於上述日期在灣仔波斯富街67-69號高華樓地下管有一適合作非法用途的工具，即一罐白電油、一支黑色噴漆及一把黑色雨傘，意圖作非法用途使用。而許姓被告於上述日期，在銅鑼灣新會道及希慎道交界，管有一適合作非法用途的工具，即一罐粉紅色噴漆、一罐黑色噴漆及兩支士巴拿，意圖作非法用途使用。因許姓被告留醫未能上庭，其案件押至11月7日再訊，期間由警方看管。而其餘3名被告獲批准以3000元保釋，期間不得離港、遵守宵禁令及到警署報到。顏姓被告押至2020年1月3日再訊，吳姓被告及王姓被告則押至12月30日再訊，以候警方進一步調查。
其後20歲和25歲被告因证据不足而被撤回控罪，控方反对辩方讼费申请。不過裁判官认为被告管有士巴拿不足以自招嫌疑，批准辩方讼费申请。而19歲被告改控在公众地方造成阻碍，被告否認控罪。到2020年6月17日，主審裁判官何俊堯多次質疑警員的證供，指現場片段顯示交通無被阻，片中也看不到到路上有雪糕筒。最後裁定控方表證不成立，被告當庭釋放。
案件中16歲的男被告被控非法集結及管有物品意圖損壞財產罪，他承認控罪。到2021年2月18日被判入勞教中心，法官練錦鴻指年輕並非贖罪券，每個心智成熟的人都要為自己的行為負責。

### 管有索帶案
一名34歲地產經紀在銅鑼灣波斯富街及羅素街交界被警員搜出48條索帶被控，到2020年8月28日，裁判官鄭紀航認為示威者在反修例運動期間，經常索帶組合圍欄成路障，會帶來的不良後果。而被告當日身穿黑衣黑褲，也攜帶了手套、護目鏡和面具。裁定一項管有攻擊性武器或適合作非法用途的工具罪成。裁判官認為本案案情嚴重，批評被告行為如惡霸，判處即時入獄5個月2星期，並拒絕他保釋候上訴申請。其後被告就定罪及判刑提上訴，到2021年10月11日，上訴庭指出條文中提及兩個「非法用途」並沒有特定內容，認為詮釋不會造成濫告。上訴庭亦指出索帶非常容易購買，能夠方便收藏和攜帶，加上2019至2020年期間涉及索帶非法用途眾多，認為對公共秩序造成相當威脅，最後駁回上訴，被告須即時入獄。之後被告上訴至終審法院獲得受理，爭議是如何定義「其他適合作非法用途的工具」。上訴方指條例應只涵蓋束縛人身、傷人以及入侵房舍這三種工具。而代表律政司認為條文應開放詮釋，也指「非法用途」不受限制。同時引用男學生陳東成堵路的案例，指管有六角匙亦可以作攻擊性武器。
到2022年7月15日，終審法院最終裁定被告上訴得直，指索帶並不是攻擊性武器，也不是適合作非法進入的工具。更指出如果有人就「非法用途」給予不受限制的詮釋，將為條文下罪行變成「思想罪行」。

### 管有爆炸品案
- 警方拘捕5名男女，他們各被控一項「管有爆炸品」罪，2019年11月4日於東區裁判法院提堂。惟英文版檢控同意書中，被告姓名打錯及控罪打漏字，經三度休庭後，控方表示律政司出錯，撤回（Withdraw）控罪，原本被告當場獲釋。警方其後派出逾百防暴警到庭，一度與聲援的人士對峙，最終該4男1女在律師陪同下，登上警車離開。事後警方在當日深夜11時許發稿表示，警方昨在柴灣區拘捕4男1女，5人涉嫌「管有爆炸品」，已各被暫控一項「管有爆炸品」罪，案件於11月5日上午，在東區裁判法院重新提堂。5名被告為21歲理大生鄭姓被告、22歲理大生楊姓女被告、24歲無業的丘姓被告、21歲城大生莫姓被告及19歲地盤工人黃姓被告，他們同被控1項管有爆炸品罪。控罪指5名被告在11月2日的灣仔堅拿道西住宅單位被搜出逾百枚懷疑汽油彈。控方在庭上透露，在被搜獲的59枝懷疑汽油彈中，亦有兩支已被證實瓶內含有電油。辯方為各名被告申請保釋覆核，但最終被裁判官拒絕；各被告須還押懲教看管至12月12日再訊。[30][31]

12月12日第二次提堂，控方庭上表示，政府化驗所正檢驗搜獲的證物，初步結果顯示證物為「助燃物品」。但由於化驗尚未完成，控方申請將案件再押後 8 星期，以待等候政府化驗所進一步報告，以及諮詢律政司意見。控方重申，本案案情嚴重，會繼續反對五名被告擔保外出。
五名被告的代表律師不反對押後，但一致希望兩個月後，能有清晰方向繼續審訊。裁判官批准案件押後8星期，期間被告需要還押候審。他又提醒被告，如若希望有關律師繼續代表自己，謹記要與律師保持聯絡。案件押後至2020年2月7日再提堂，5被告繼續還押侯審。
3月4日，楊姓女被告在觀塘裁判法院覆核保釋申請，控方稱已索取律政司指示，將會改控5人串謀縱火罪，案件會轉介區域法院審理。女被告被拒保釋，辯方望法庭促請控方研究用電子手環監測被告，作為保釋條件，控方則回應這並非一個部門的事。
原於2020年2月7日的開庭因疫情關係延至4月1日在東區裁判法院再提堂，控方改控5人串謀縱火罪，及加控一條管有物品意圖摧毀或損毀財產的交替控罪，案件將於4月14日轉介至區域法院處提訊，各被告需要繼續還押。除了楊姓女被告外，其他被告申請保釋均被拒絕，全部人繼續還押。

### 8人被控灣仔暴動案
8 名被告（24至46歲）被控於 2019 年 11 月 2 日，在灣仔莊士敦道與分域街交界一帶，連同其他身份不詳的人參與暴動；23歲空姐及46歲廣告製作人另被控「管有物品意圖摧毀財產」罪，即分別管有 10 條及 50 條索帶；部分被告亦被控使用蒙面物品。案件於2023年8月2日於區域法院受審。控方指一被告於2022年保釋候審期間，購買票價逾10萬元的單程機票往英國，並預先填寫英國入境處聲明，申報會逗留半年。當日被告辦理出境手續時，入境事務主任發現她名列「監察名單」上，故拒絕她登機及通報警方，警員及後到場以「違反法庭保釋條件」將她拘捕，並被控妨礙司法公正。

### 其他案件
- 警方拘捕1名中六男學生，被控1項管有攻擊性武器罪，2020年4月23日在東區裁判法院提堂。就讀聖類斯中學的19歲陳姓被告被控於2019年11月2日，在西營盤高陞街一橦住宅大廈20樓梯間，管有一枝鐳射筆，意圖將其用作非法用途。辯方申請押後待被告完成文憑試及給予他法律意見。裁判官把案件押後至6月19日，被告准以現金500元擔保外出，但須遵守宵禁令及居於報稱住址。[36]

- 警方根據《簡易程序治罪條例》起訴8人，2020年4月29日在東區裁判法院提堂。8人分7案處理。控方透露，警方在現場檢獲對講機，正考慮加控兩名被告及其他被捕人士暴動罪。

1案被告為23歲任職空中服務員的盧姓被告和46歲任職廣告製作人的王姓被告，各自被控1項「管有適合作非法用途的工具」罪。控罪指盧於2019年11月2日，在灣仔莊士敦道與分域街交界管有適合作非法用途的工具，即10條膠索帶；王則被控於同日同地管有大量膠索帶。另外2案被告為20歲學生的謝姓被告和16歲吳姓學生，各被控1項「管有適合作非法用途的工具並有所意圖」罪。謝被指稱於銅鑼灣京士頓街15號維德大廈地下外管有一包索帶。吳則被指稱管有8條索帶。3案分別押後至6月26日、17日及11日再提堂。全部被告准以1000至3000元保釋，期間須居於報稱地址、每周到警署報到，及不得離開香港。辯方指盧為空中服務員，望法庭允許其離港工作，獲裁判官批准。
另外3案被告分別為17歲學生的危姓被告、18歲學生的梁姓被告、33歲地產經紀的陳姓被告，各自被控一項「管有攻擊性武器或適合作非法用途的工具」罪。控罪指，危於去年11月2日在銅鑼灣軒尼詩道與杜老誌道一帶，管有一把鎚子，意圖將其作任何非法用途使用。梁被指稱同日同地管有木棒。陳則被指稱同日於銅鑼灣波斯富街與羅素街交界管有一包索帶。3案分別押後至7月22日、6月15日和6月17日再提堂，被告准以1,000至3,000元保釋外出，期間須居於報稱地址及每周到警署報到。
而報稱22歲無業的招姓被告被控1項「在公眾地方/交通造成阻礙」罪。控罪指稱她同日在香港仔南風道與黃竹坑道交界的行車路上，無合法權限或解釋而作出行為，因而可直接造成或可導致公眾地方或交通遭受阻礙。案件押後至5月29日提堂，期間招准以1,000元保釋，須居於報稱地址及每周到警署報到。
- 警方落案起訴1名22歲男廣告設計師，2019年11月4日在東區裁判法院提堂，他被控2019年11月2日在中環砵典乍街18號外襲擊警務人員韋鑑洸和管有2罐噴漆，但被告因留醫而缺席聆訊。裁判官將案件押後至11月7日周四再訊，其間被告由警方看管。[38]經審訊後，被告在2020年9月11日被裁定罪成。裁判官鄭紀航批評被告有意圖用噴漆進行塗鴉的行為是自私和不顧公共秩序。而部分字句亦充滿仇恨、渲染暴力，破壞及分化香港。他又批評被告自辯時大話連篇，不相信被告當時是想盡快返家。而當時被告全黑打扮，屬暴力示威者裝束。最後判被告監禁5個半月。[39]

- 一名17歲男學生被控在中環雲咸街附近示威現場一帶持有噴漆及激光筆，被控管有物品意圖損壞財產及在公眾地方管有攻擊性武器兩罪。雖然裁判官何俊堯裁定案件表證成立，不過他裁決時指出作供警員不可信，重要細節「偏偏忘記」，質疑警員沒有將實情告訴給法庭，加上噴漆只是「普通不過」的物品，也沒有證據證明被告持有激光筆會用作傷人，裁定被告兩項罪名不成立。[40]

- 一名33歲男文員當日在灣仔攜有雷射筆，被控在公眾地方管有攻擊性武器，他否認控罪。他受審後被裁定罪成。2021年5月3日，沙田法院裁判官崔美霞表明須判處阻嚇式刑罰時，他在犯人欄內站立期間突然失去平衡，需要即時坐低，並一度表示「聽不到」。法官下令休庭讓被告休息，開庭後隨即判處被告監禁6個月。裁判官指現場曾發生暴力事件，被告的報告中表示雷射筆並非用作傷人，認為他的說法明顯沒有悔意。而被告攜帶大量物品，認為他有一定計劃，有機會鼓勵其他人仿效。[41]

- 一名20歲男紋身學徒，事隔一年多被控在中環龍和道近愛丁堡廣場參與非法集結。他早前認罪，遭法庭下令還押8星期。其後報告指他染有毒癮，裁判官鄧少雄判被告進戒毒所。他強調「目的係要重建你，而唔係要懲罰你」。[42]